# Alex Wallingford
Alex Wallingford – australijski judoka.
Brązowy medalista mistrzostw Oceanii w 1990. Brązowy medalista mistrzostw Australii w 1989 i 1990 roku.